# Kobylica (potok)
Kobylica (dawniej niem. Koblitz Bach) – potok górski w dorzeczu Odry, lewy dopływ rzeki Biała Lądecka płynący w całości na terenie gminy Stronie Śląskie (województwo dolnośląskie).

## Opis
Kobylica odwadnia północne zbocza Gór Bialskich, od Gołogrzbietu do Płoski. Powstaje na wysokości ok. 700 m n.p.m. z połączenia dwóch potoków: Tylnika i Głębnika. Niżej, na wysokości ok. 680 m n.p.m. z lewej strony dopływa Przednik i od tego miejsca potok przyjmuje nazwę Kobylica. Potok płynie na północ głęboko wciętą, stromą doliną i w Nowym Gierałtowie uchodzi do Białej Lądeckiej.

## Budowa geologiczna
Potok płynie przez obszar zbudowany z łupków łyszczykowych oraz z różnych odmian gnejsów gnejsów gierałtowskich i gnejsów śnieżnickich – skał metamorficznych należących do metamorfiku Lądka i Śnieżnika.

## Ochrona przyrody
Potok płynie przez Śnieżnicki Park Krajobrazowy.

## Turystyka
Doliną Kobylicy prowadzi:
- – czerwony szlak turystyczny z Nowego Gierałtowa na Przełęczy Suchej[2].